# The Wave (Hörfunksender)
The Wave – Relaxing Radio ist ein privater Hörfunksender aus Berlin, der sich auf Entspannungsmusik spezialisiert hat. Er gehört zur RTL-Gruppe. Sendestart von the wave war am 9. November 2011.
Der Sender ist über Apps und Livestream empfangbar. Terrestrisch via DVB-T war der Sender bis Januar 2014 in Berlin sowie von Mai 2012 bis Januar 2020 in Leipzig zu empfangen.
Zum Range des Senders gehören Musikrichtungen wie Smooth Jazz, Pop, Lounge Music und Soul.
Nachrichten gab es bis Anfang 2019.